# تیم آلپرس
تیم آلپرس (انگلیسی: Tim Allpress؛ زادهٔ ۲۷ ژانویهٔ ۱۹۷۱) بازیکن فوتبال اهل بریتانیا است.
از باشگاه‌هایی که در آن بازی کرده‌است می‌توان به باشگاه فوتبال پرستون نورث اند، باشگاه فوتبال کولچستر یونایتد، باشگاه فوتبال لوتون تاون، باشگاه فوتبال بوستون یونایتد، باشگاه فوتبال هیتچین تاون، باشگاه فوتبال اوردینگن ۰۵، و باشگاه فوتبال سنت آلبنز سیتی اشاره کرد.